# Homaroa epiclithra
Homaroa epiclithra är en fjärilsart som beskrevs av Collenette 1956. Homaroa epiclithra ingår i släktet Homaroa och familjen tofsspinnare. Inga underarter finns listade i Catalogue of Life.